# Edmund Hillary

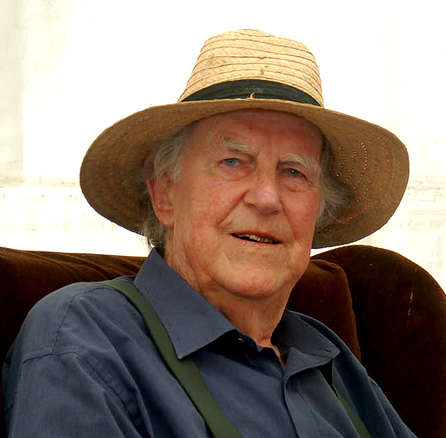
Edmund Hillary in 2006.

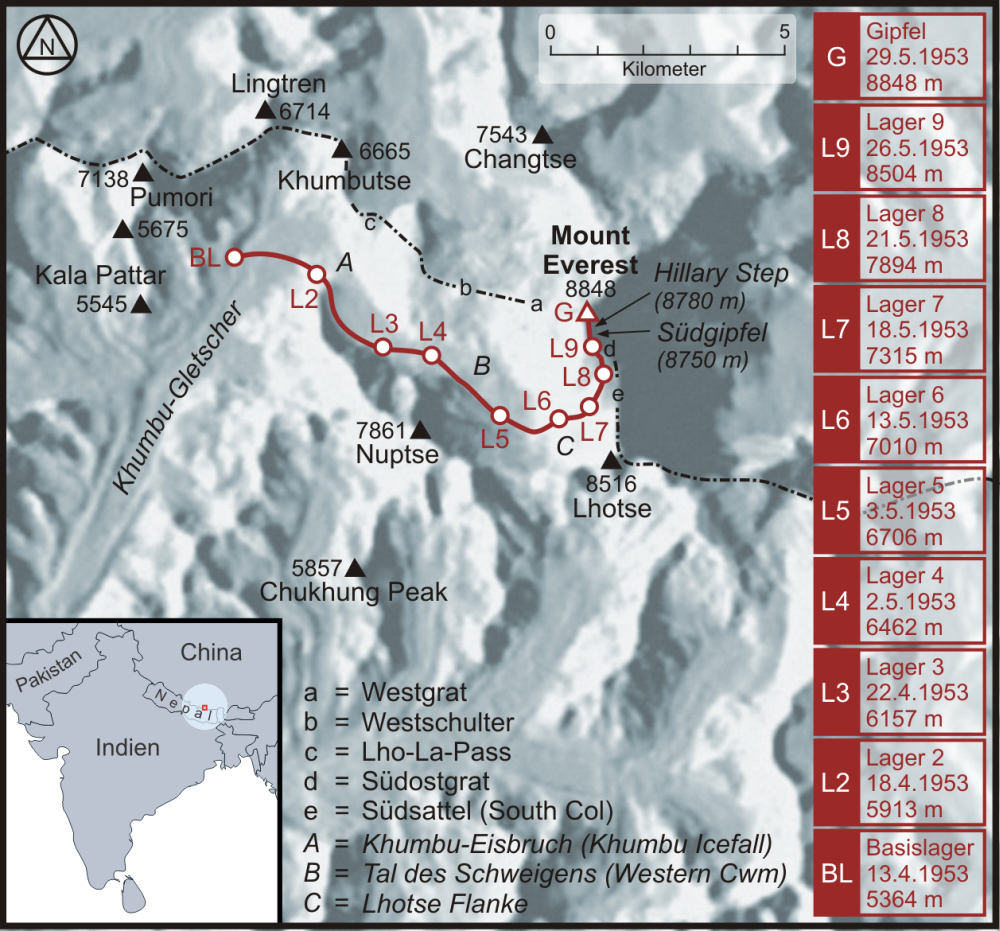
Hillary's route naar de top van Mount Everest.

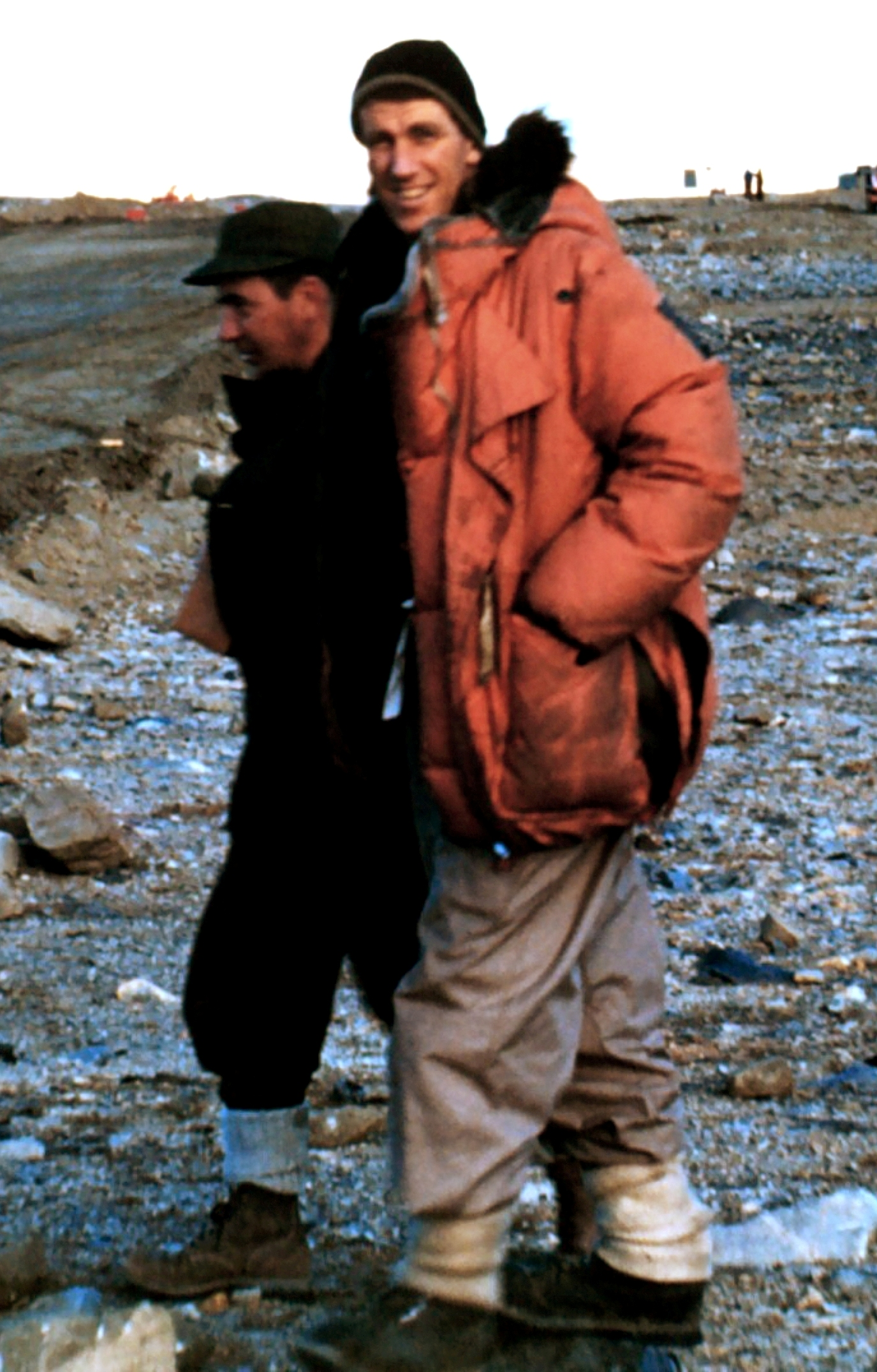
Edmund Hillary op Antarctica in 1957.

Edmund Percival Hillary (Auckland, 20 juli 1919 – aldaar, 11 januari 2008) was een Nieuw-Zeelands bergbeklimmer, ontdekkingsreiziger, diplomaat en publicist. Hij genoot bekendheid als onderdeel van het duo dat als eerste bergbeklimmers de top van de Mount Everest beklom, een prestatie die hij samen met de Nepalese Sherpa Tenzing Norgay op 29 mei 1953 leverde.
Volgens een memo van Edmund Hillary in het archief van de Royal Geographical Society was deze als eerste op de top, hoewel Norgay en Hillary later hadden afgesproken dit niet bekend te maken.

## Levensloop
Hillary begon met klimmen als tiener in de Nieuw-Zeelandse Alpen. Na een kortstondige carrière als imker nam hij in 1951 deel aan een mislukte expeditie naar de Mount Everest. Twee jaar later bereikte hij als lid van een Britse expeditie onder leiding van John Hunt de top van Everest; dit maakte hem op slag beroemd. Na nog in hetzelfde jaar tot ridder te zijn geslagen, keerde hij in 1956, '60, '61, '63, '64 en 1965 terug naar de Himalaya.
Tussen 1955 en 1958 leidde Hillary de British Commonwealth Trans-Antarctic Expedition, waarbij op 4 januari 1958 de Zuidpool werd bereikt. Hij bereidde het tweede deel voor van de expeditie van Vivian Fuchs, die als eerste Antarctica overstak. In de jaren zeventig leidde Hillary de eerste expeditie die per motorboot de Ganges opvoer.
Na zijn actieve klimcarrière vestigde Hillary zijn aandacht op de milieuaspecten rondom de klimsport en de problemen van de Nepalese bevolking.
In 1975 deed hij mee aan de parlementsverkiezingen in zijn land, als lid van de Citizens for Rowling-campagne. In het kader hiervan zou hij gouverneur-generaal worden maar dit ambt werd in 1977 aan Keith Holyoake toegekend.
In 1975 kwamen zijn vrouw en een dochter om het leven bij een vliegtuigongeluk toen zij naar hem op weg waren. Hillary was destijds betrokken bij de bouw van een ziekenhuis in Nepal. Hij hertrouwde met de weduwe van een goede vriend van hem die was omgekomen bij een vliegtuigongeluk op Antarctica.
In 1985 werd hij benoemd tot ambassadeur in India, Nepal en Bangladesh, met als standplaats New Delhi. Hij zou dit ambassadeurschap vier en een half jaar lang uitoefenen.
Edmund Hillary stierf begin 2008 op 88-jarige leeftijd aan een hartaanval in het Auckland City Hospital, rond negen uur 's morgens plaatselijke tijd. Hij werd op 22 januari in zijn Nieuw-Zeelandse woonplaats Auckland begraven. Premier Helen Clark deelde mee dat het een staatsbegrafenis zou worden.

## Onderscheidingen
Hillary werd opgenomen in de exclusieve Britse Orde van de Kousenband en koos als helmteken een kiwi (vogeltje) met een ijspriem (Nieuw-Zeelanders worden wel aangeduid als 'kiwi's').
Verder was hij een van de twee levende personen die op een Nieuw-Zeelands dollarbiljet staan afgebeeld, namelijk op dat van vijf dollar. De andere persoon is koningin Elizabeth II, die op een biljet van twintig dollar staat afgebeeld.
Op 10 augustus 2011 maakte de regering van Nieuw-Zeeland bekend, dat de zuidkant van de hoogste berg van Nieuw-Zeeland, Mount Cook, wordt vernoemd naar Edmund Hillary. De Aoraki Mt Cook's South Ridge wordt omgedoopt tot Hillary Ridge.
In 2015 werd een bergachtig gebied op de dwergplaneet Pluto met bergpieken van circa 1000 tot 1500 meter hoogte Hillary Montes gedoopt.